# 얼스터 의용군
얼스터 의용군(Ulster Volunteer Force; UVF)은 북아일랜드의 얼스터 왕당주의 준군사조직이다. 1966년 조직되어 20세기 초의 얼스터 의용병에서 이름을 따 왔다. 최초 지도자는 전직 영국군인 구스티 스펜스였다. UVF는 북아일랜드 분쟁이 진행되는 30년동안 거의 내내 무장투쟁을 전개했다. 1994년 정전을 선언하고 2007년에는 공식적으로 활동을 중단했으나, 그 잔당들이 아직도 여러 폭력사태에 연루되고 있다. UVF는 영국, 아일랜드, 미국 정부에 의해 테러 조직으로 지정되었다.